# Хейнрих (лунный кратер)
Кратер Хейнрих (лат. Heinrich) — небольшой ударный кратер в центральной части Моря Дождей на видимой стороне Луны. Название присвоено в честь чешского астронома Владимира Вацлава Хейнриха (1884—1965) и утверждено Международным астрономическим союзом в 1979 г.

## Описание кратера

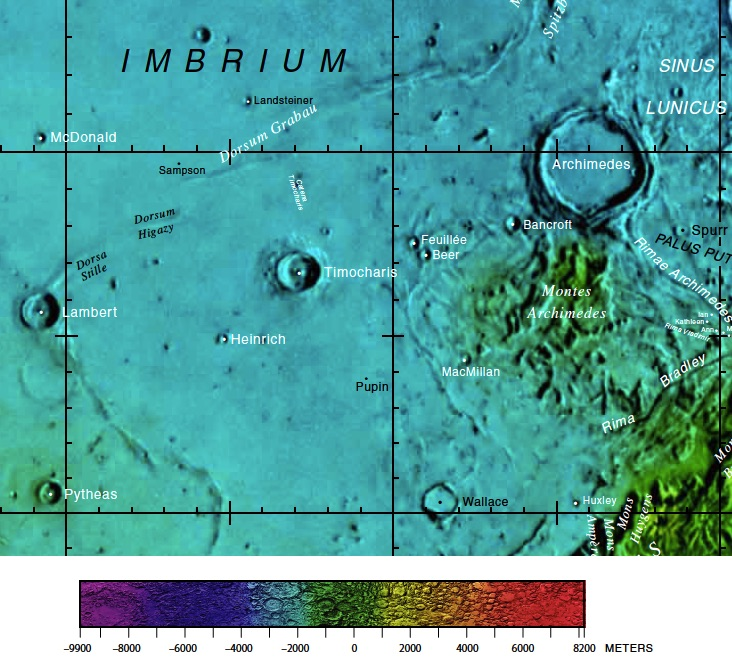
Окрестности кратера Хейнрих. Фрагмент карты видимой стороны Луны.

Ближайшими соседями кратера являются кратер Ламберт на западе-северо-западе, кратер Тимохарис на северо-востоке, маленький кратер Пупин на востоке и кратер Пифей на юго-западе. На северо-западе от кратера располагаются гряды Штилле; на севере-северо-западе гряда Хигази. Селенографические координаты центра кратера 24°50′ с. ш. 15°22′ з. д. / 24,84° с. ш. 15,37° з. д., диаметр 6.9 км, глубина 1460 м.
Кратер Хейнрих имеет циркулярную чашеобразную форму. Вал четко очерчен, внутренний склон гладкий, с высоким альбедо. Высота вала над окружающей местностью достигает 220 м, объем кратера составляет приблизительно 9 км³. По морфологическим признакам кратер относится к типу ALC (по названию типичного представителя этого класса — кратера Аль-Баттани C).
До получения собственного наименования в 1979 г. кратер имел обозначение Тимохарис A (в системе обозначений так называемых сателлитных кратеров, расположенных в окрестностях кратера, имеющего собственное наименование).

## Сателлитные кратеры
Отсутствуют.